# Newinia thaiana
Newinia thaiana är en svampart som beskrevs av Kakish. & Y. Ono 1988. Newinia thaiana ingår i släktet Newinia och familjen Phakopsoraceae.   Inga underarter finns listade i Catalogue of Life.